# Aphaniosoma yittii
Aphaniosoma yittii är en tvåvingeart som beskrevs av Ebejer 1996. Aphaniosoma yittii ingår i släktet Aphaniosoma och familjen gulflugor.
Artens utbredningsområde är Oman. Inga underarter finns listade i Catalogue of Life.